# Wybory parlamentarne w Bułgarii w 2001 roku
Wybory parlamentarne w Bułgarii w 2001 roku zostały przeprowadzone 17 czerwca 2001. W ich wyniku wybrano 240 posłów do Zgromadzenia Narodowego 39. kadencji. Frekwencja wyniosła 66,77%.
W wyborach zdecydowane zwycięstwo odniosło powołane kilkanaście tygodni wcześniej ugrupowanie Narodowy Ruch Symeon II, założone przez ostatniego cara Bułgarii, Symeona II, którego obalono w 1946.

## Wyniki wyborów
| Lista wyborcza                            | Głosy     | %     | Mandaty | Zmiana |
| ----------------------------------------- | --------- | ----- | ------- | ------ |
| Narodowy Ruch Symeona Drugiego            | 1 952 513 | 42,74 | 120     | +120   |
| Zjednoczone Siły Demokratyczne            | 830 338   | 18,18 | 51      | −86    |
| Koalicja na rzecz Bułgarii                | 783 372   | 17,15 | 48      | −10    |
| Ruch na rzecz Praw i Wolności             | 340 395   | 7,45  | 21      | +2     |
| WMRO i Ruch Dnia św. Jerzego              | 165 927   | 3,63  | 0       | –      |
| Koalicja „Symeon II”                      | 157 141   | 3,44  | 0       | –      |
| Związek Narodowy na rzecz Cara Symeona II | 77 671    | 1,70  | 0       | –      |
| Razem                                     | 4 568 191 | 100   | 240     | –      |

Progu 1% głosów nie przekroczyła żadna z pozostałych 29 list wyborczych ani żaden z kandydatów niezależnych.